# Dračinka

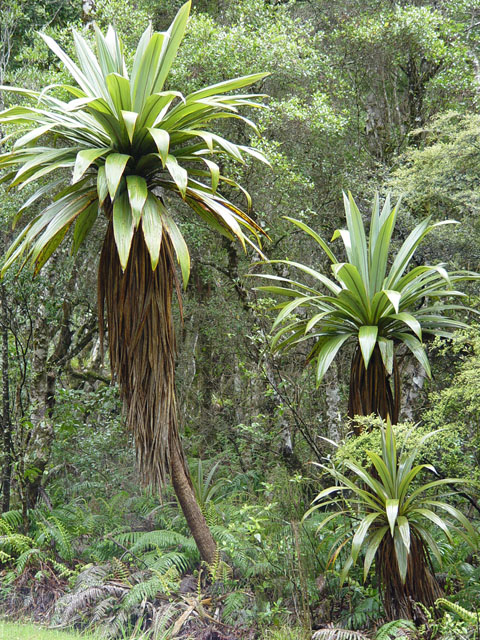
Dračinka Cordyline indivisa na Novém Zélandu

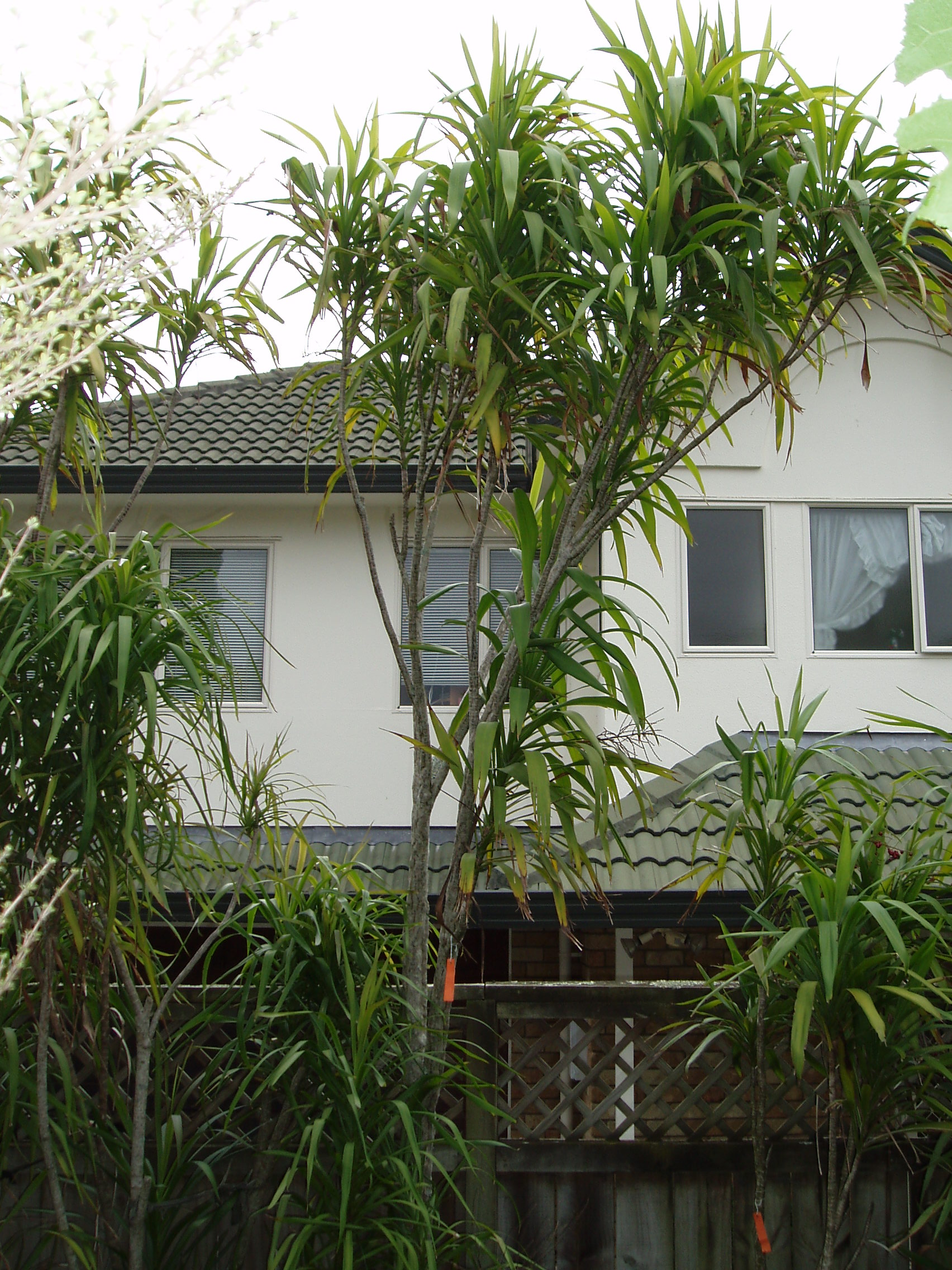
Dračinka Cordyline rubra jako okrasná rostlina

Dračinka (Cordyline) je rod rostlin z čeledi chřestovité. Jsou to stromy a keře s úzkými až vejčitými listy a oboupohlavnými květy v bohatých latovitých květenstvích. Plodem je kožovitá tobolka obsahující černá, lesklá semena. Rod zahrnuje 24 druhů a je rozšířen na Nové Guineji, Austrálii, Novém Zélandu, Tichomoří a Jižní Americe. Nejvíce druhů roste na Nové Guineji a v Austrálii.
Dračinky jsou pěstovány v tropech a subtropech jako okrasné rostliny. Některé méně vzrůstné druhy jsou také pěstovány v řadě kultivarů jako pokojovky. Nejčastěji se pěstuje dračinka křovitá a dračinka jižní. Dračinka křovitá má jedlé oddenky a má význam v domorodé medicíně a jako magická rostlina.

## Popis
Dračinky jsou dřevnaté keře a stromy, dorůstající výšky až 10 metrů. Mají tlustý oddenek a tlusté, trochu dužnaté kořeny. Stonky mají anomální druhotné tloustnutí a zpravidla jsou řídce větvené. Listy jsou čárkovitě kopinaté až široce vejčité, přisedlé nebo na bázi s pseudořapíkem, pochvaté, nahloučené na koncích kmene a větví. Čepel je konduplikátní. Listy mají hlavní střední žilku, od níž se odvětvují hustě paralelní postranní žilky. Květy jsou jednotlivé, oboupohlavné, obvykle trubkovitě zvonkovité až válcovité, podepřené několika listeny, uspořádané v postranních nebo vrcholových latách složených z hroznů nebo klasů. Květenství bývají rozměrná a bohatá. Okvětí je složeno z 6 lístků ve dvou kruzích. Okvětní lístky jsou bílé, růžové nebo purpurové, volné nebo častěji na bázi srostlé v krátkou trubku. Tyčinek je 6, jsou volné, přirostlé k bázi okvětních lístků. Semeník je drobný, vejcovitý, obsahuje 3 komůrky a nese krátce nitkovitou čnělku zakončenou hlavatou nebo trojčetnou bliznou. V každé komůrce jsou dvě až mnoho vajíček. Plodem je kožovitá tobolka připomínající bobuli a obsahující několik kulovitých, černých, hladkých semen.

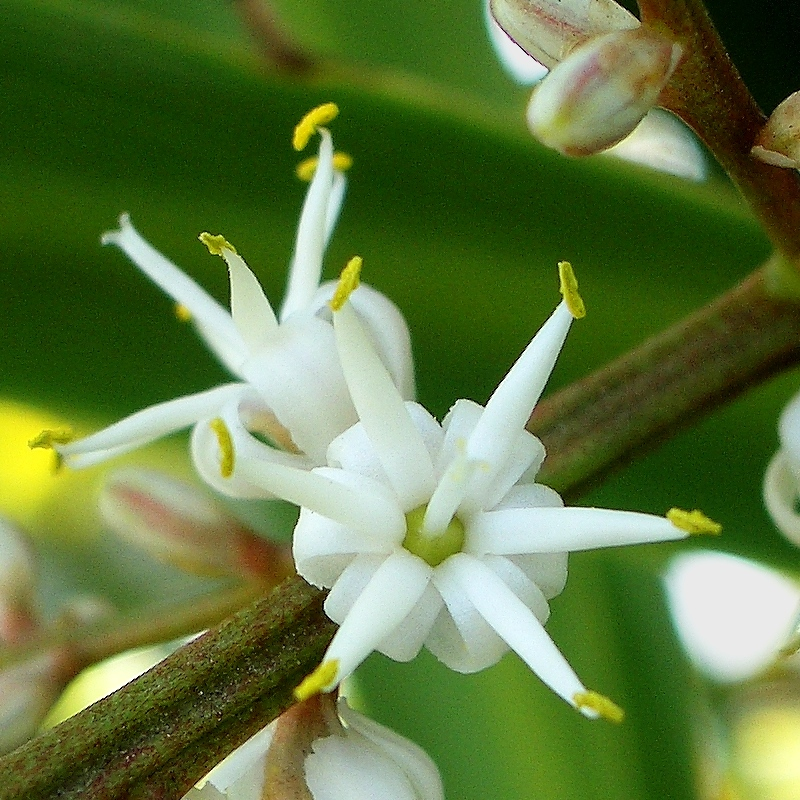
Detail květů dračinky jižní
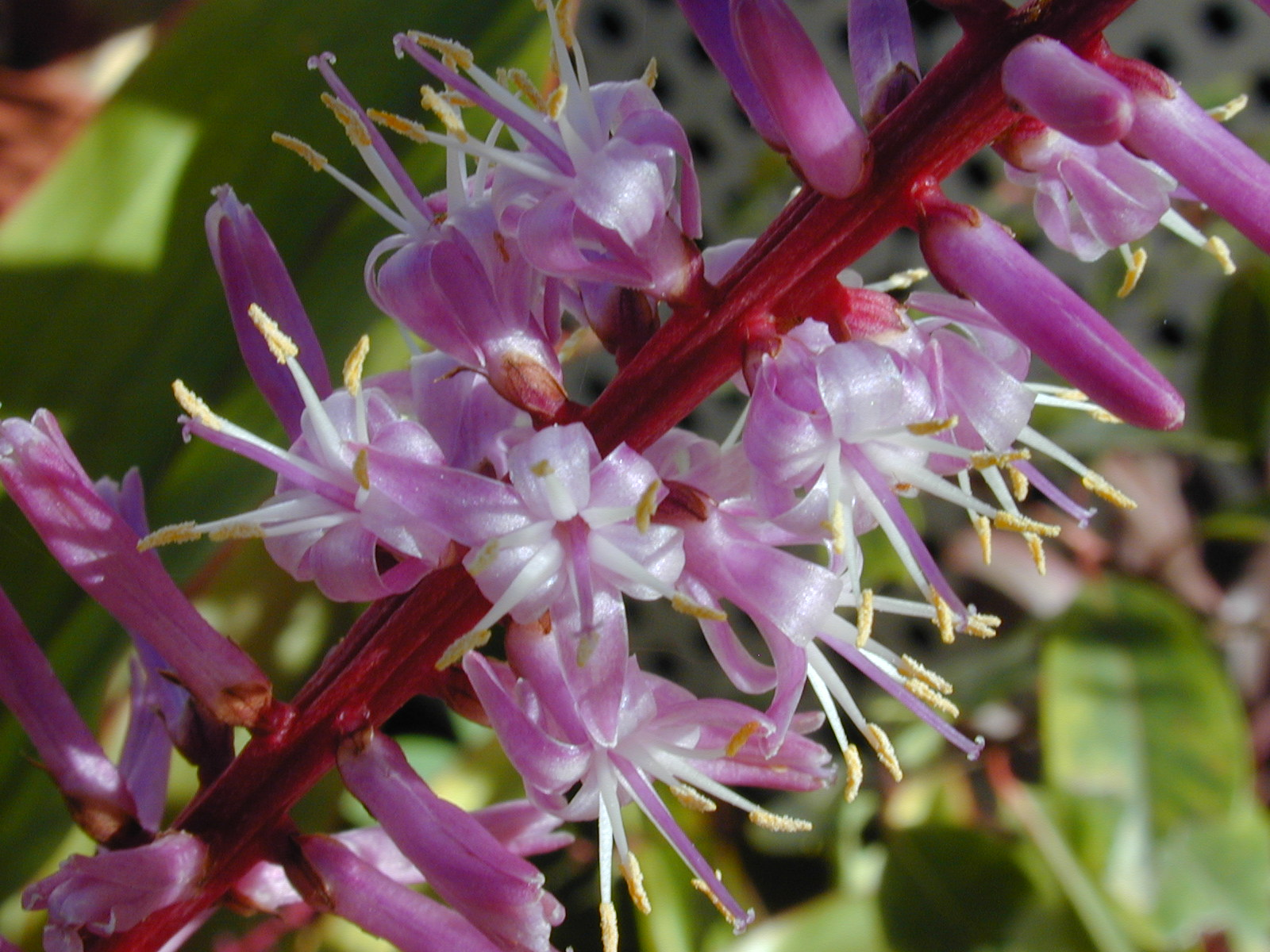
Květy dračinky křovité
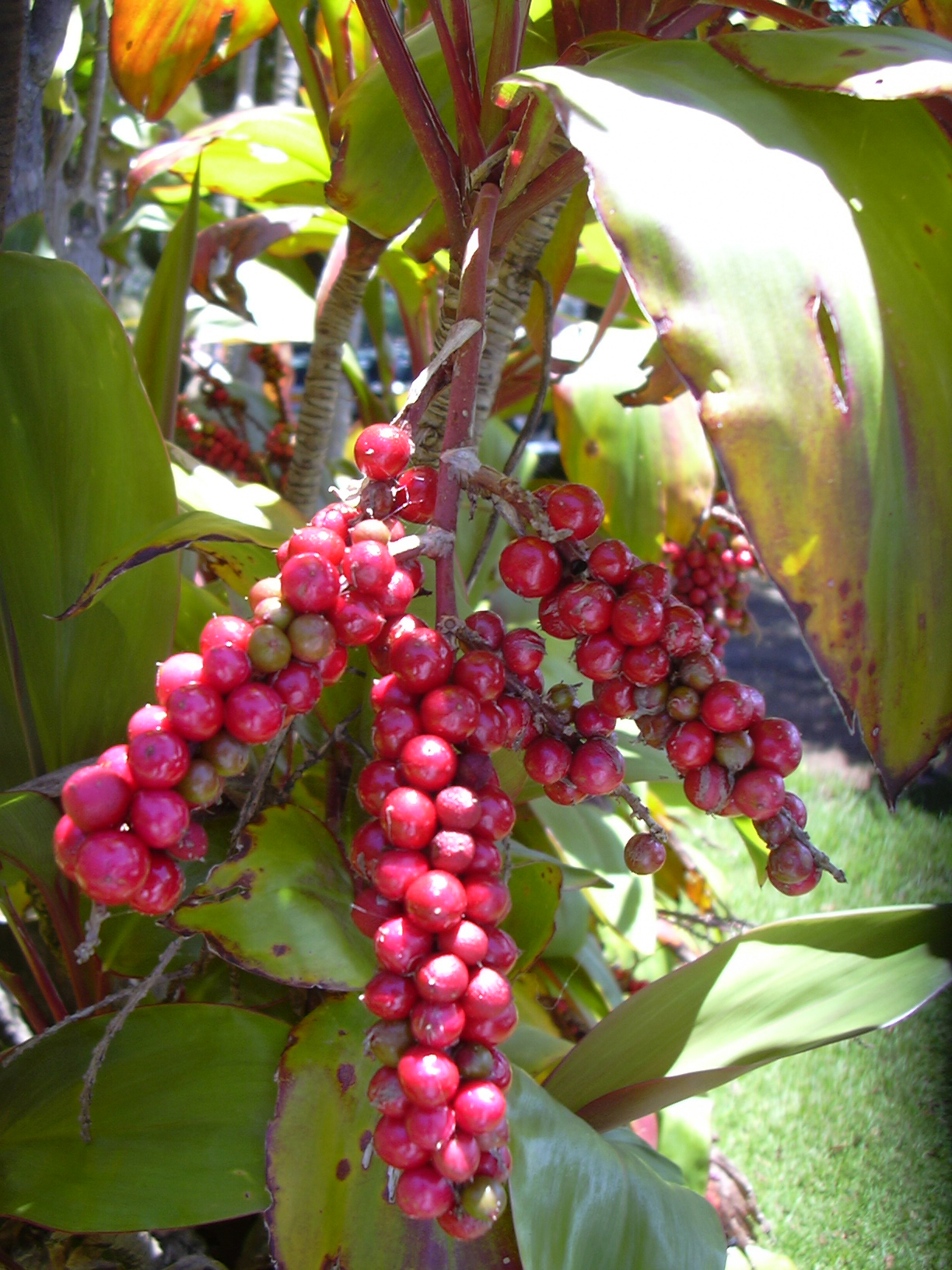
Plodenství dračinky křovité
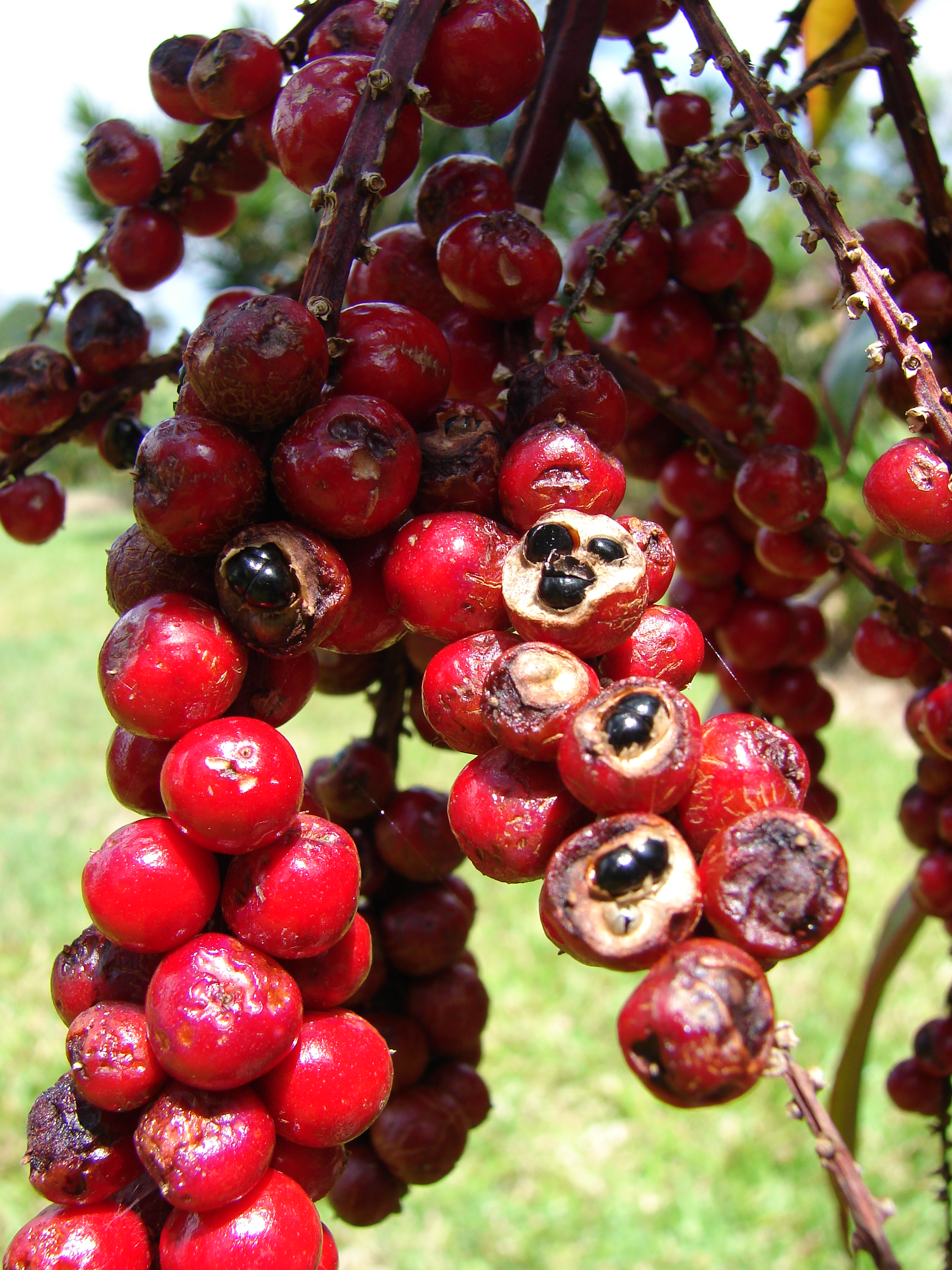
Detail plodenství

## Rozšíření
Rod dračinka zahrnuje 24 druhů. Je rozšířen na Nové Guineji, Austrálii, Novém Zélandu, Tichomoří, Jižní Americe a na ostrovech západního Indického oceánu. Největší počet druhů roste na Nové Guineji a Austrálii (po 8 druzích) a na Novém Zélandu (5 druhů).
V Austrálii jsou soustředěny do oblastí blízko pobřeží ve východní, jihovýchodní a severní části kontinentu. Mezi dračinkami jsou i endemické druhy, např. Cordyline neocaledonica na Nové Kaledonii nebo Cordyline casanovae na ostrovech Vanuatu. Druh Cordyline mauritiana roste na ostrovech Mauricius a Réunion, ležících v Indickém oceánu východně od Madagaskaru. Novozélandský druh Cordyline obtecta roste i na ostrově Norfolk.
Dračinka křovitá pochází z Austrálie, Nové Guineje a Tichomořských ostrovů, vlivem pěstování však zdomácněla i v jiných částech světa, zejména v tropické Asii a Latinské Americe.
Jediným jihoamerickým druhem je Cordyline sellowiana, která je rozšířena v jižní části Jižní Ameriky v Argentině, Bolívii, Brazílii, Paraguayi a Uruguayi.

## Ekologické interakce
Dračinky jsou živnými rostlinami soumračníkovitých motýlů rodu Pirdana, v severovýchodní Austrálii též druhu Sabera dobboe.

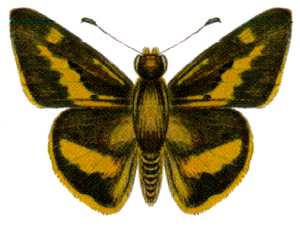
Motýl Sabera dobboe
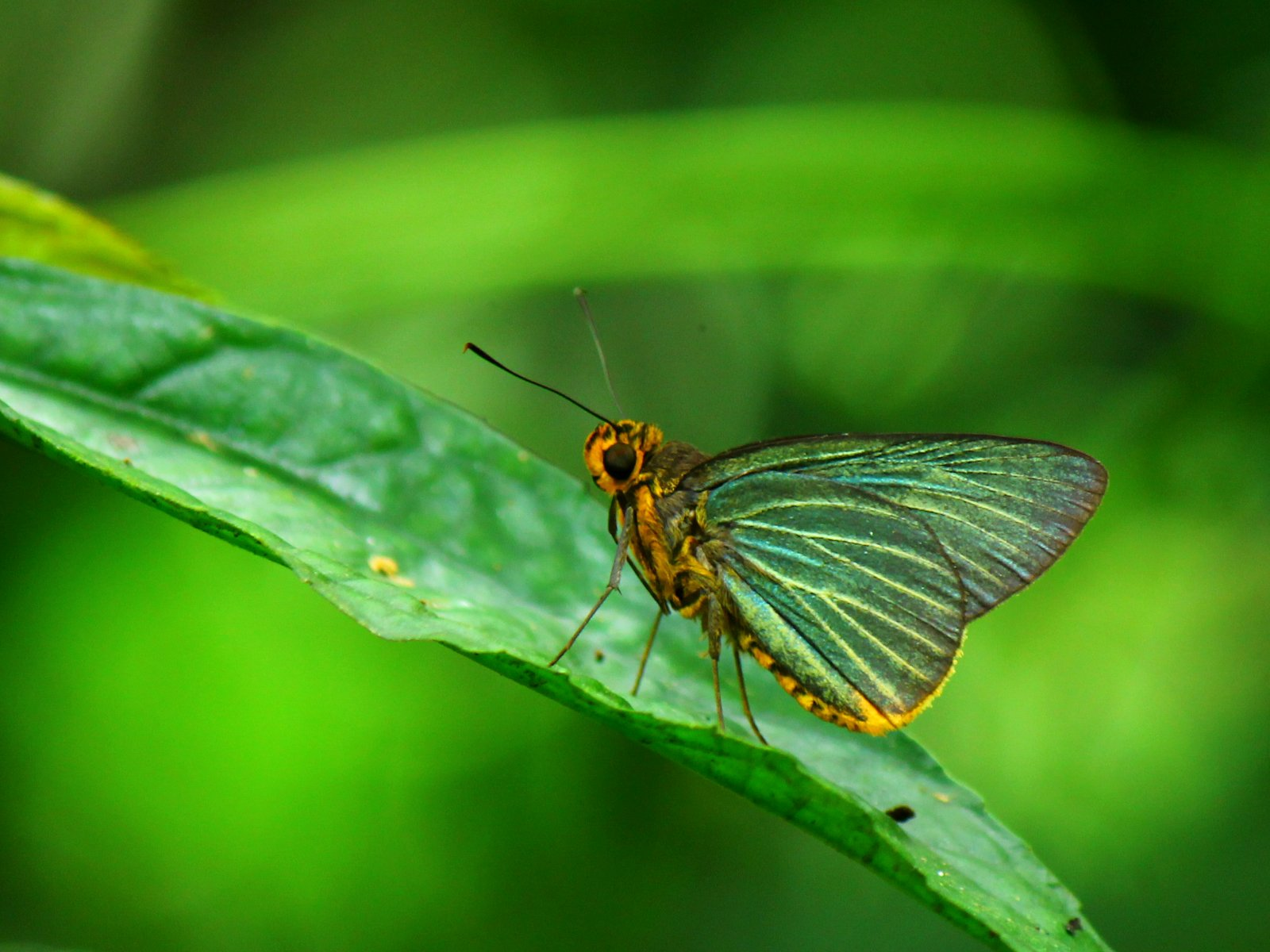
Pirdana hyela

## Taxonomie
Rod Cordyline je v rámci čeledi Asparagaceae řazen do podčeledi Lomandroideae.
V minulosti bylo zařazení tohoto rodu podobně jako členění celého řádu Asparagales velmi neustálené a různí taxonomové jej řadili do různě široce pojatých čeledí Agavaceae, Asparagaceae, Asteliaceae, Laxmanniaceae nebo Lomandraceae.
V systému APG I, vydaném v roce 1998, je rod Cordyline řazen do čeledi Laxmanniaceae. V systému APG II z roku 2003 došlo oproti předchozímu systému k rozsáhlým změnám pojetí jednoděložných rostlin a čeleď Laxmanniaceae byla spolu s dalšími čeleděmi vřazena do široce pojaté čeledi Asparagaceae, kde tvoří podčeleď Lomandroideae.
Dračinky jsou občas zaměňovány s dračinci. Historicky byla také řada druhů rodu Cordyline popsána nejprve v rodu Dracaena. Navzdory vnější podobnosti nejsou oba rody bezprostředně příbuzné a jsou každý řazen do jiných podčeledí čeledi Asparagaceae. Zásadní morfologické rozdíly jsou zejména v plodech, anatomii cévních svazků a způsobu klíčení semen.
Plody dračinky obsahují větší počet drobných semen, kdežto v plodech dračinců je pouze jedno až tři velká semena.
V kořenech dračinek chybí na rozdíl od dračinců sekundární tkáň.

## Zástupci
- dračinka jižní (Cordyline australis), někdy chybně nazývaná dračinka australská (roste na Novém Zélandu)
- dračinka křovitá (Cordyline fruticosa, syn. C. terminalis)

## Význam
Dračinky jsou pěstovány v tropech a subtropech jako okrasné rostliny, ceněné zejména pro své olistění. Některé méně vzrůstné druhy jsou také pěstovány v řadě kultivarů jako pokojovky. Nejznámější a nejvíce rozšířená je dračinka křovitá a dračinka jižní. Oba druhy se pěstují v řadě kultivarů s různě variegátními listy.
Různé části dračinky křovité jsou v domorodé medicíně používány k léčení různých neduhů, zejména průjmů, řezných ran, zánětů aj.
K podobným účelům jsou na Novém Zélandu používány i listy dračinky jižní. Dračinka křovitá má na Nové Guineji, Havaji a Malajsii význam jako magická rostlina. Například Dajakové ve východní Malajsii ji vysazují pro přitahování dobrých duchů.
Velké, dužnaté, sladké oddenky některých kultivarů dračinka křovité jsou zejména na Havaji, Nové Guineji a Tichomoří oblíbené jako potravina. Rostlina je známa pod názvem ti. Oddenky obsahují asi 20 % jednoduchých cukrů, zejména fruktózy. Bývají konzumovány vařené nebo pečené a také se používají k výrobě silného alkoholického nápoje, který je na Havaji znám jako okolehao. Oddenky jsou máčeny ve vodě, roztok je kvašen a poté destilován. Rostlina poskytuje dobrou nouzovou potravou pro přežití.
Na Novém Zélandu jsou také konzumovány plody druhu Cordyline indivisa.

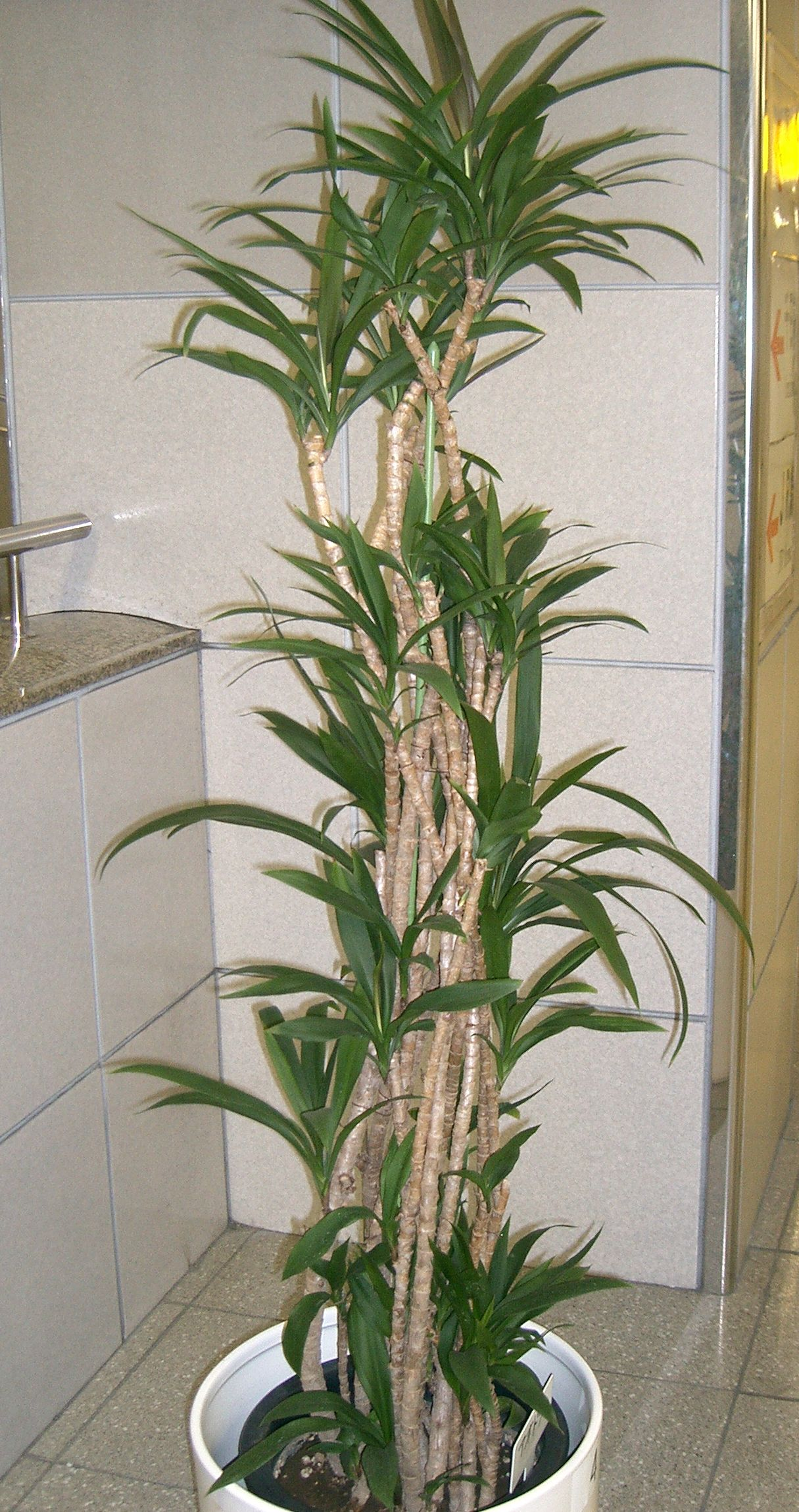
Dračinka Cordyline stricta jako pokojová rostlina

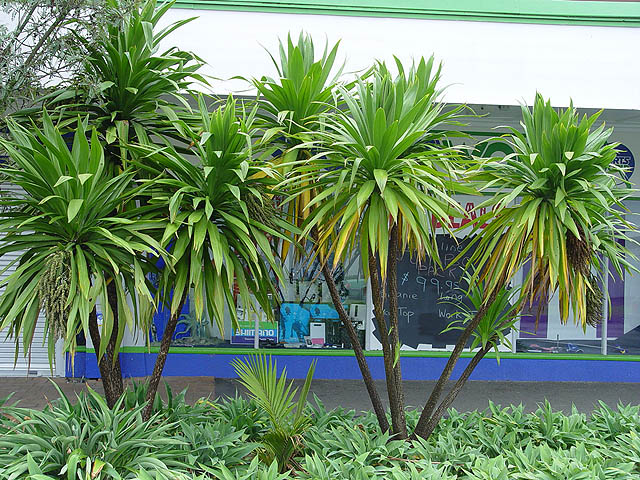
Cordyline obtecta 'Emerald Goddess'
Červenolistá forma dračinky křovité
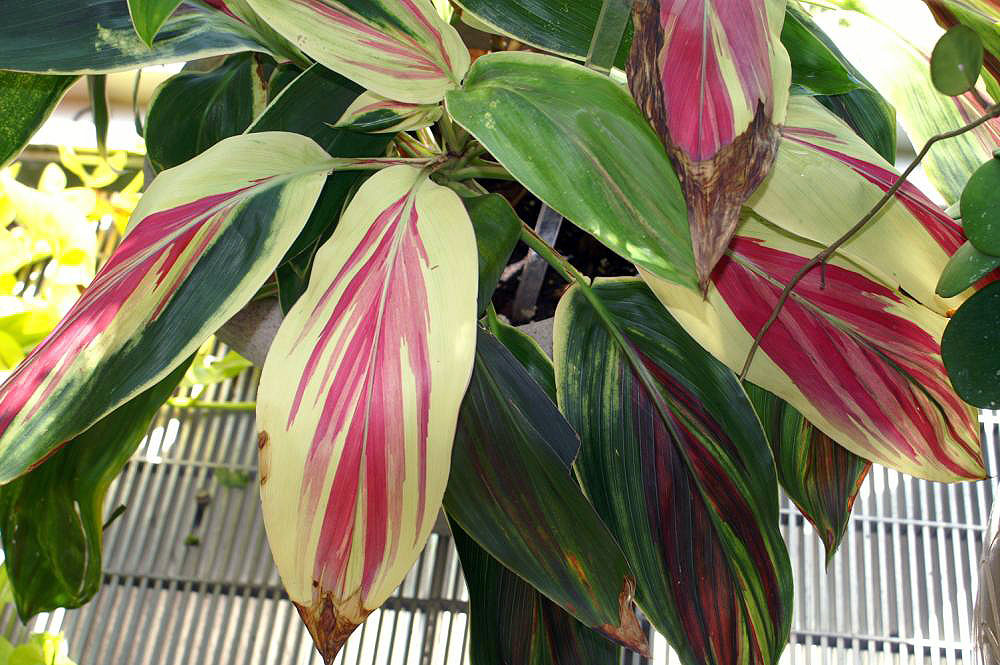
Kultivar 'Kiwi' dračinky křovité s pestrými listy
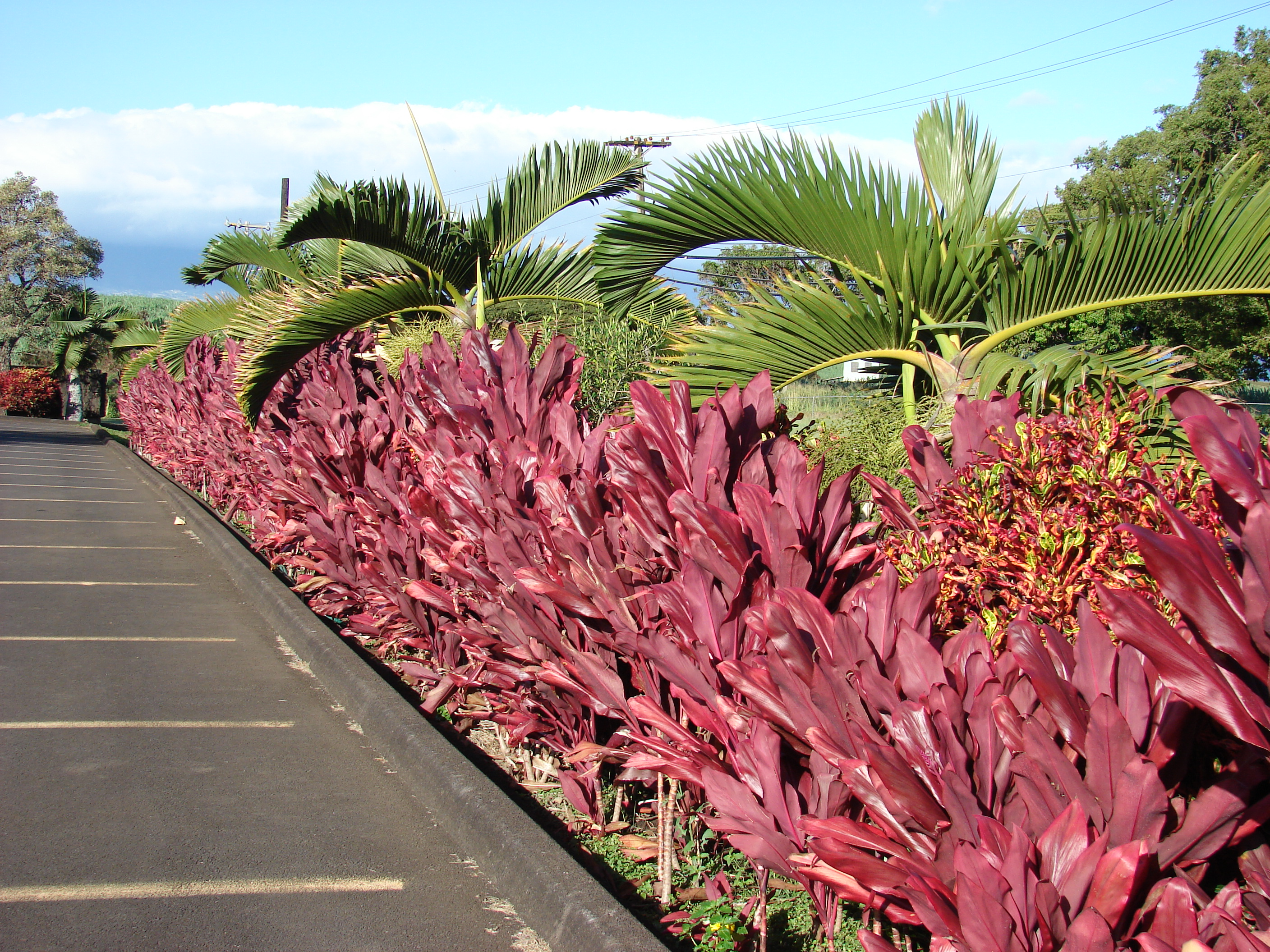
Dračinka křovitá na Havaji